# YTHDF2
YTHDF2是一个位于人类第1号染色体上的基因，编码一种属于YTH蛋白质超家族下的蛋白YTHDF1（YTHDF意为“YTH结构域家族”（YTH domain family））。YTHDF1基因编码的YTHDF1蛋白能够识别并结合N6-甲基腺苷（m6A）修饰的mRNA，并增加与之结合的mRNA易位效率。YTHDF2蛋白除含有YTH结构域外，还含有一个可能与信号转导相关的高脯氨酸区。